# Списък на реките в Западна Вирджиния
Списъкът на реките в Западна Вирджиния включва основните реки, които текат в щата Западна Вирджиния, Съединените американски щати.
По-голямата част от щата се отводнява чрез река Охайо в Мисисипи и оттам в Мексиканския залив. Само крайните източни райони се отводняват чрез река Потомак в залива Чесапийк.

## По водосборен басейн
Мисисипи
- Охайо
  - Биг Санди Ривър
    - Тъг Форк

  - Гуяндот
  - Канауа
    - Биг Куъл Ривър
    - Ню Ривър
      - Грийнбриър
      - Гоули Ривър
      - Елк Ривър

  - Литъл Канауа
  - Мидъл Айлънд Крийк
  - Мононгахела
    - Тайгърт Вали Ривър
    - Уестфорк
    - Чийт Ривър

Чесапийк Бей
- Потомак
  - Норд Бранч
  - Саут Бранч
    - Норд Форк
    - Саут Форк

  - Какапон

## По азучен ред
- Биг Куъл Ривър
- Биг Санди Ривър
- Грийнбриър
- Гоули Ривър
- Гуяндот
- Елк Ривър
- Какапон
- Канауа
- Литъл Канауа
- Мидъл Айланд Крийк
- Мононгахела
- Норд Бранч
- Норд Форк
- Ню Ривър
- Охайо
- Потомак
- Саут Бранч
- Саут Форк
- Тайгърт Вали Ривър
- Тъг Форк
- Уестфорк
- Чийт Ривър